# Groupe de recherche et d'improvisation musicales
Pour les articles homonymes, voir Grim.
Le Groupe de recherche et d'improvisation musicales (GRIM) est une scène musicale marseillaise donnant 40 à 60 concerts par an de musiques improvisées et de ses pourtours rock, musique underground, musique expérimentale, musique bruitiste ou contemporains. 
Le GRIM est une association loi de 1901 créée en 1978 et dirigée par le guitariste Jean-Marc Montera. Le GRIM se prête en particulier à la musique (concerts, ateliers/workshops, lectures, festivals). Il organise aussi des débats animés, des soirées spéciales. Le GRIM comporte en particulier deux salles  (concerts, événements), un studio d'enregistrement et une bibliothèque publique. Le studio dispose d'un programme de résidence pour artistes. 
À titre d'exemples emblématiques: Derek Bailey, Fred Frith, Phil Minton, Eddie Prévost, Butch Morris, Fred Frith, Melt-Banana, Jean-Pierre Drouet, Jean-François Pauvros, Bruno Chevillon, Rhys Chatham, Lee Ranaldo...